# 蒂勒·罗斯瓦尔
蒂勒·罗斯瓦尔（瑞典語：Ture Rosvall，1891年7月6日—1977年10月10日），生于马尔默，瑞典前男子赛艇运动员。他曾代表瑞典参加1912年夏季奥林匹克运动会赛艇比赛，获得男子四人单桨有舵手内桨架银牌。